# Saint-Martin-de-Coux
Saint-Martin-de-Coux is een gemeente in het Franse departement Charente-Maritime (regio Nouvelle-Aquitaine) en telt 347 inwoners (1999). De plaats maakt deel uit van het arrondissement Jonzac.

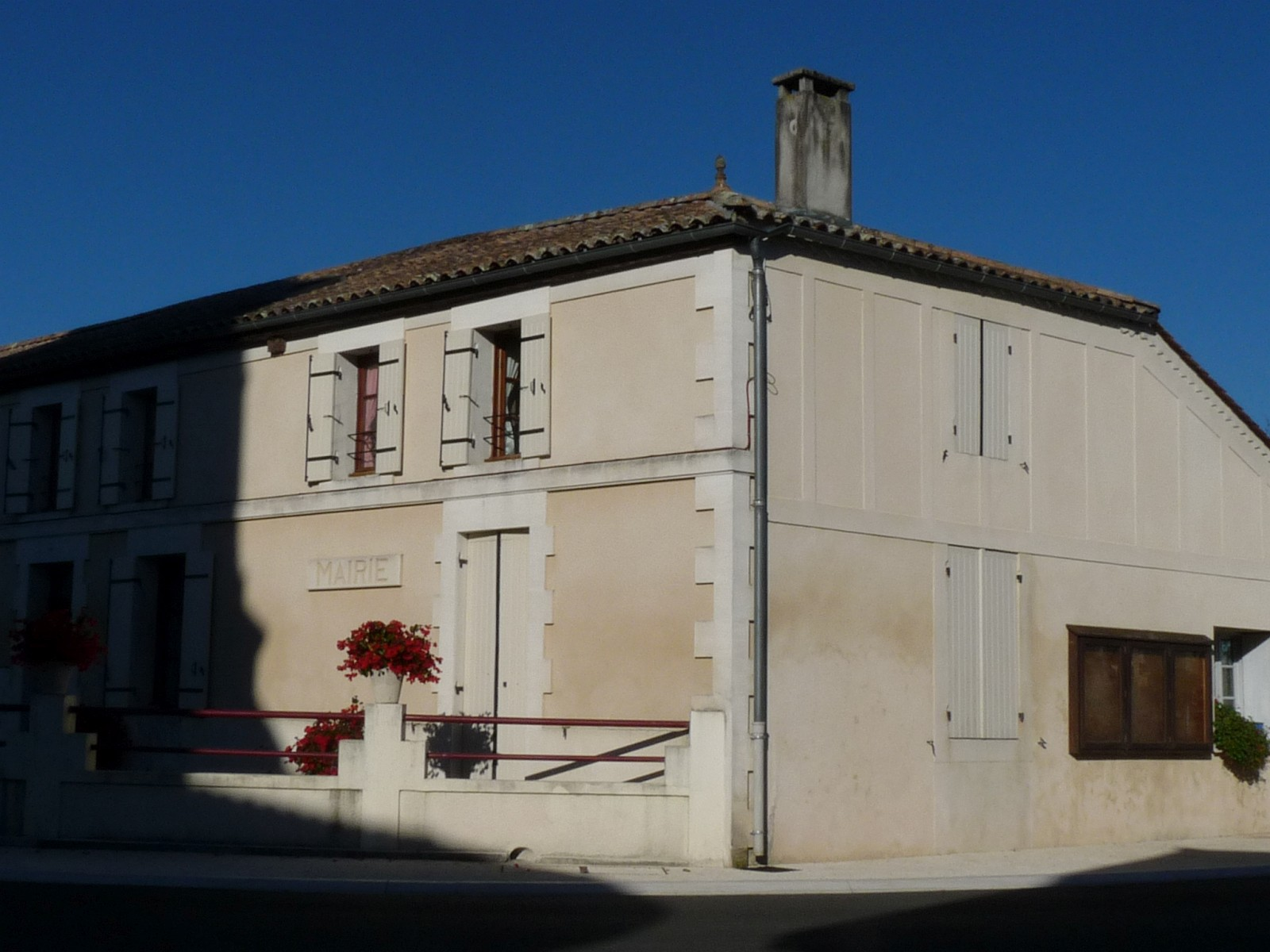
Gemeentehuis
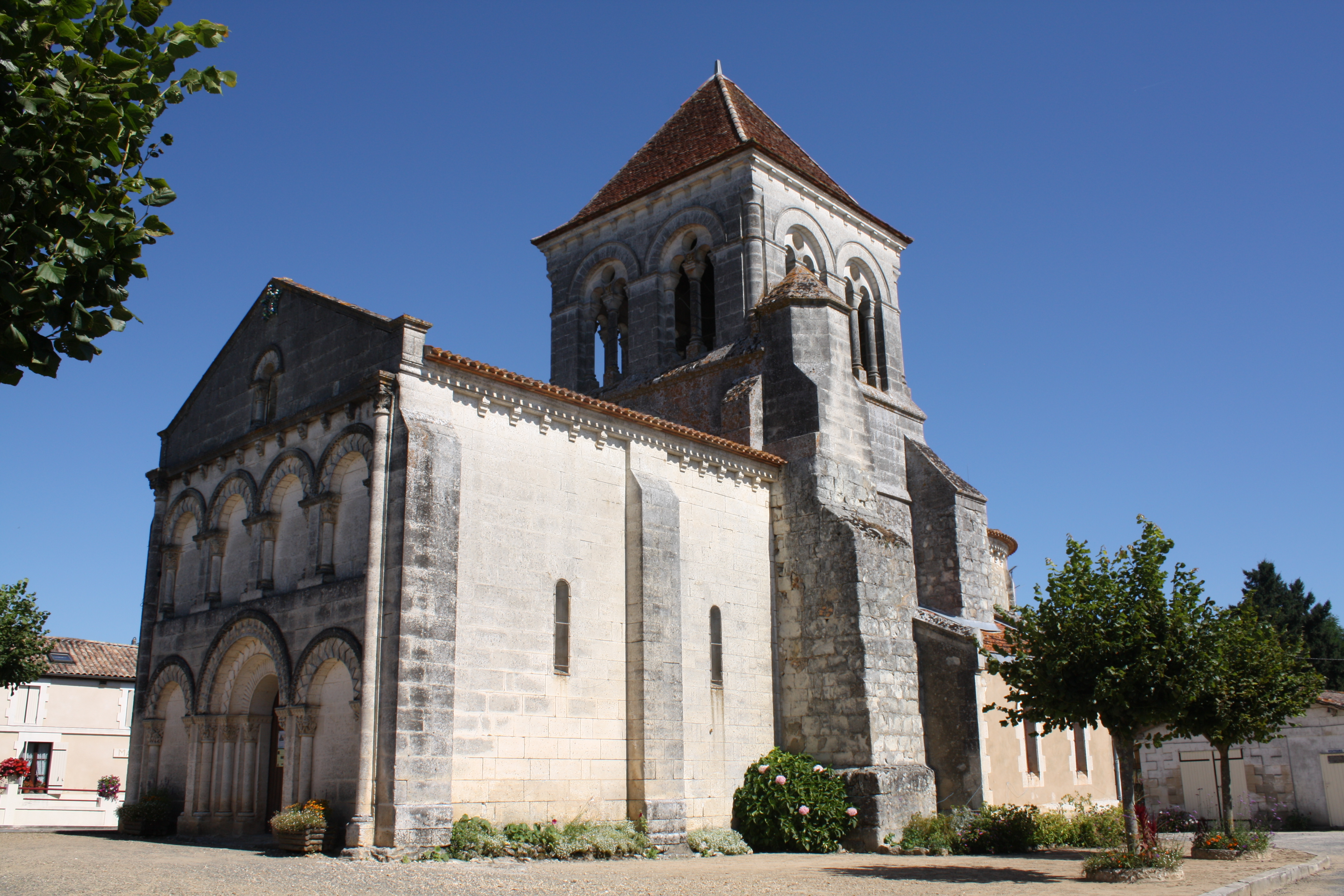
Kerk van Saint-Martin-de-Coux

## Geografie
De oppervlakte van Saint-Martin-de-Coux bedraagt 15,9 km², de bevolkingsdichtheid is 21,8 inwoners per km².
De onderstaande kaart toont de ligging van Saint-Martin-de-Coux met de belangrijkste infrastructuur en aangrenzende gemeenten.

## Demografie
Onderstaande figuur toont het verloop van het inwonertal (bron: INSEE-tellingen).